# Kallriga naturreservat
Kallriga naturreservat ligger vid kusten söder om Forsmarks bruk. Reservatet sträcker sig mellan Jungfrufjärden i norr och Kallerö i söder. 
Området består av landhöjningskust med gammal urskog och en för Uppland relativt orörd skärgård. I vissa delar finns också fina betesmarker. Den stora Kallrigafjärden är en viktig rastplats för flyttande fågel. Reservatet ägs av Korsnäs AB, Upplandsstiftelsen och Östhammars kommun.